# عرب ألمانيا
عرب ألمانيا (يشار إليهم أيضًا بالألمان العرب، العرب الألمان)، هم العرب الذين يعيشون في ألمانيا. وهم يشكلون ثاني أكبر مجموعة مهاجرة ذات أغلبية مسلمة في ألمانيا بعد الجالية الألمانية التركية.
في عام 2013 قدر عدد الأشخاص المقيمين في ألمانيا من أصل عربي بحوالي 400000 إلى 500000 شخص. في السنوات التالية تضاعف هذا العدد حيث قدر بأكثر من 1,000,000 شخص. اعتبارًا من عام 2020، بلغ إجمالي عدد العرب في ألمانيا حوالي 1,401,950 شخصًا. انتقل معظم العرب إلى ألمانيا في السبعينيات كعمال مهاجرين من المغرب ومقاطعة ماردين التركية (انظر: عرب تركيا) وتونس. وجاء العديد منهم فيما بعد من الكويت ولبنان ومؤخراً جاء الكثير من سوريا والعراق واليمن والسعودية غالبية العرب في ألمانيا هم لاجئون بسبب الصراعات في الشرق الأوسط.
من أشهر الشخصيات العربية الألمانية المهاجرة هي إميلي رويتي (في الأصل سلامة بنت سعيد) أميرة زنجبار التي هربت خوفا من الانتقام مع رجل ألماني إلى ألمانيا واعتنقت المسيحية وتزوجته. نشرت لاحقًا سيرتها الذاتية بعنوان «مذكرات أميرة عربية».